# 南乌拉尔国立大学
南乌拉尔国立大学（俄语：Южно-Уральский государственный университет）是俄罗斯联邦国家自治高等教育机构（国立研究型大学），為該國大型教育机构之一，也是车里雅宾斯克地区最大的院校。在21世纪初该校曾是俄罗斯在学学生最多的大学。
2010年，南乌拉尔国立大学被评定为“国立研究型大学”，2015年，該大學入选俄罗斯联邦5/100卓越大学计划，该计划旨在提高俄罗斯大学的竞争地位。
南乌拉尔国立大学包括10个学院和高等学院学校，2个系（入学前教育和军事教育） ，以及4个分支机构（车里雅宾斯克地区的兹拉托乌斯特、米阿斯、萨特卡和汉特-曼西自治区的下瓦尔托夫斯克）

## 历史
- 1943年——车里雅宾斯克机械及机械制造学院
- 1951年——车里雅宾斯克工科学院
- 1990年——车里雅宾斯克国立技术大学
- 1997年，在车里雅宾斯克国立技术大学的基础上建成了南乌拉尔国立大学，由此成为传统技术大学。

2010年，南乌拉尔国立大学荣获全国十五所国家研究性大学的称号。
2015年，南乌拉尔国立进入全俄在全球教育服务市场的5-100个目标方案。南乌拉尔国立大学在 “5-100”项目中的战略目标是创建一个世界级研究和创造型大学，旨在实现超级计算，大工程，自然科学和人文科学领域的全球领先地位。该目标包括在主要国际大学评级（如QS）中进入前100名，特别是信息学，航空航天工程和材料科学领域的学科评级。

## 学校院系
- 建筑学院
- 高等生物医学学院
- 高等经济与管理学院
- 电子与计算机技术高等学院
- 语言学与国际交流学院
- 人文社科学院
- 自然科学与精密科学学院
- 体育，旅游和服务学院
- 理工学院
- 法学院

## 外部連結
- 南乌拉尔国立大学 （简体中文）
- 南乌拉尔国立大学 （俄文）